# 柠檬烯二环氧化物
柠檬烯二环氧化物（英語：Limonene diepoxide），又称柠檬烯二氧化物（英語：Limonene dioxide），是一种有机化合物，化学式C10H16O2，可见于日本柳杉、烟草、薑等物种。工业上常用易得的柠檬烯原料氧化得到，如将柠檬烯利用氧化铝和过氧化氢作为催化剂进行氧化，可得到具有立体选择性的柠檬烯二环氧化物，也可用过氧乙酸进行逐一氧化，先氧化环戊烯结构得到柠檬烯单环氧化物，后氧化异丙烯基支链得到。柠檬烯二环氧化物可用于生产交联剂、粘结剂以及环氧树脂等聚合物材料。